# Mesilla (genre)
Pour les articles homonymes, voir Mesilla.
Genre
Mesilla est un genre d'araignées aranéomorphes de la famille des Anyphaenidae.

## Distribution
Les espèces de ce genre se rencontrent en Guyane, en Colombie et en Équateur.

## Liste des espèces
Selon World Spider Catalog (version 17.5, 28/09/2016) :
- Mesilla anyphaenoides Caporiacco, 1954
- Mesilla vittiventris Simon, 1903

## Publication originale
- Simon, 1903 : Descriptions d'arachnides nouveaux. Annales de la société entomologique de Belgique, vol. 47, p. 21-39 (texte intégral).